# München Klinik Harlaching
Die München Klinik Harlaching (ehemals Klinikum Harlaching) ist ein Krankenhaus der Maximalversorgung (III. Versorgungsstufe) der München Klinik gGmbH im Münchener Stadtteil Harlaching und akademisches Lehrkrankenhaus der Ludwig-Maximilians-Universität München. Die Klinik wurde am 18. November 1899 als Sanatorium Harlaching eröffnet.

## Geschichte

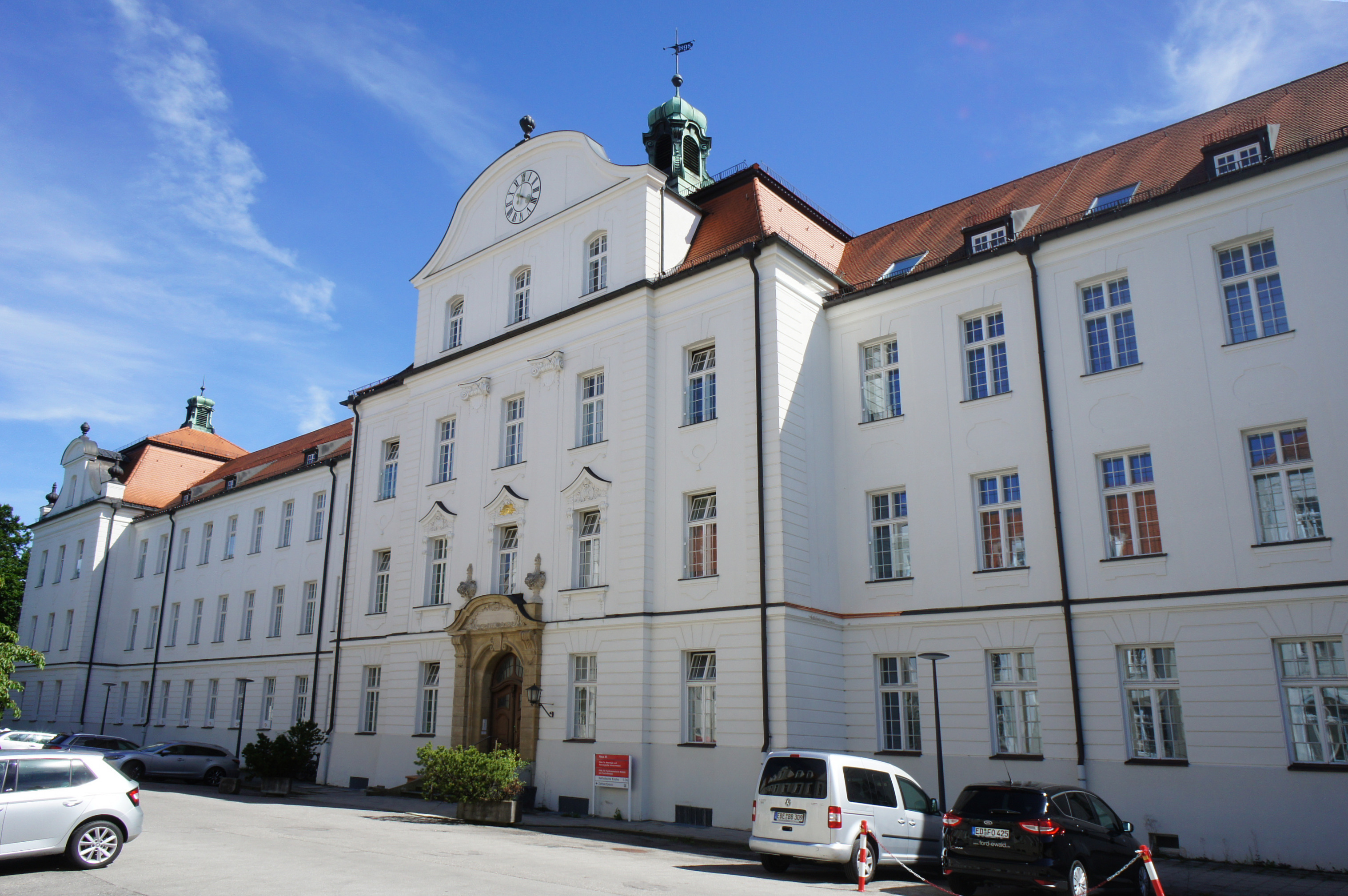
Altbau des Klinikums

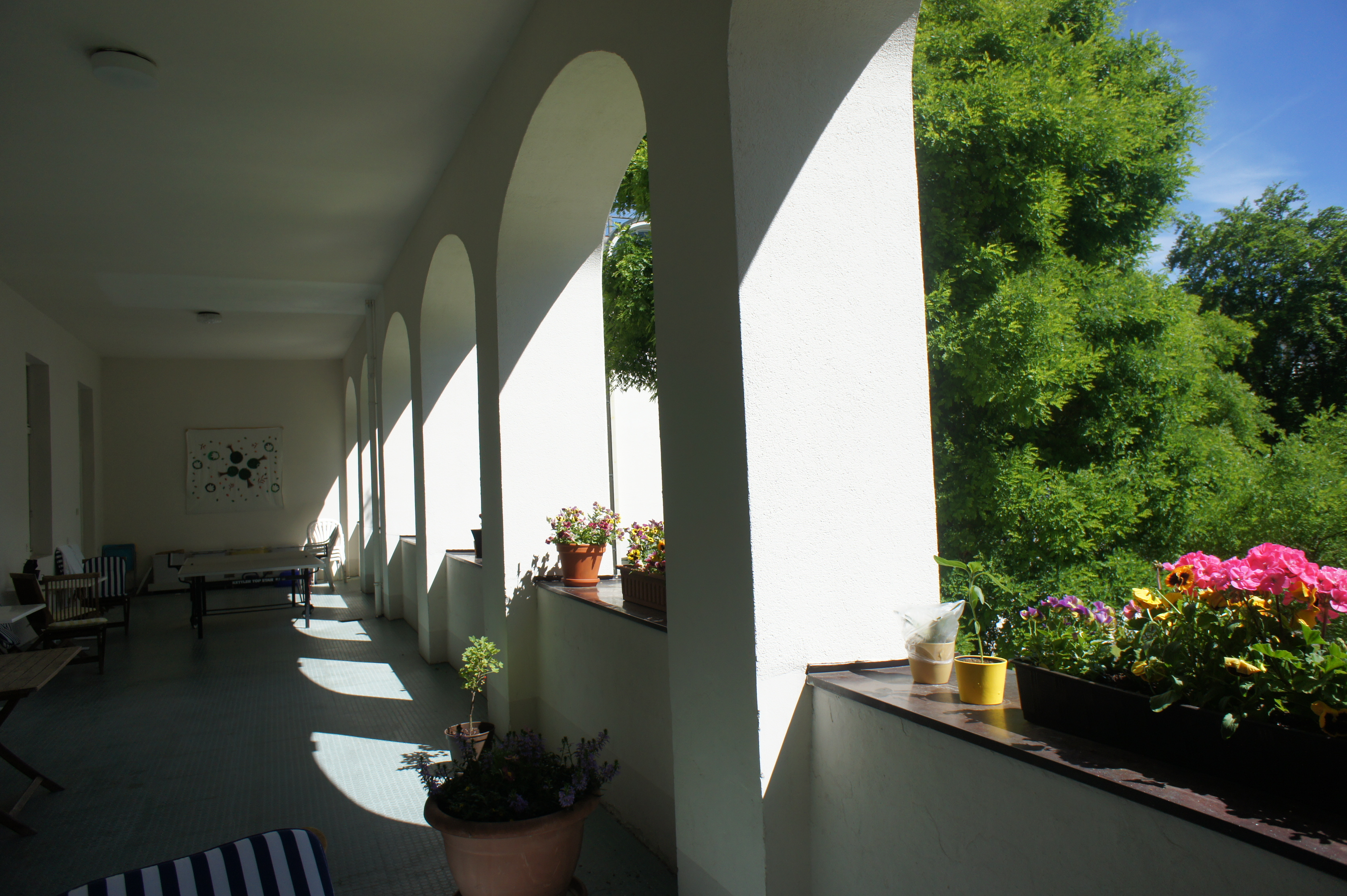
Loggia im Altbau. Hier befanden sich die Freiluftliegeplätze der Lungenkranken.

Auf Antrag des Verwaltungsrats der städtischen Krankenanstalten, Kommerzienrat Friedrich Seyboth, vom 3. Dezember 1894 zur Errichtung einer Heilstätte für „leichter Erkrankte“ auf dem Oekonomiegute Stadelheim wurden die Planungen für das Grundstück begonnen. Am 16. Dezember 1895 bot der Münchner Ingenieur Jakob Heilmann dem Magistrat einen wesentlich besser geeigneten Grundbesitz von 9,466 Hektar zwischen Harlaching und dem Gutshof Menterschwaige für den Bau des Sanatoriums mit der Auflage an, dass seine Arbeiter im Erkrankungsfalle berücksichtigt würden. Dieses Angebot wurde vom Magistrat am 8. Januar 1896 ebenso wie das vom Stadtbauamt vorgelegte neue Bauprojekt in veranschlagter Höhe von 910.000 Mark angenommen. Mit dem Bau des Objektes, das die vollständige Trennung der Krankenräume mit 204 Betten von den Wirtschafts- und Verwaltungsräumen vorsah, wurde am 15. September 1896 begonnen.
Da das geplante Territorium sich bereits während des Baus als zu klein erwies, stiftete seine Majestät Prinzregent Luitpold von Bayern am 28. Dezember 1896 durch die Königliche Hofjagdintendanz eine 17,88 Hektar große Parzelle des angrenzenden Staatswaldes. Am 30. Juni 1897 erfolgte der einstimmige Beschluss über den notwendigen Bau von Wohnungen, Stallungen, die Umplanung der Heizung, der Bäder und weiteres. Am 12. Oktober 1899 wurde die Organisation und Haushaltsplanung für den Teilbetrieb ab Fertigstellung der Anstalt zum 4. November 1899 festgelegt und die Übereinkunft mit dem Orden der Barmherzigen Schwestern für die Pflege der Patienten getroffen.
Die Art der Institution wurde durch Geheimrat Hugo von Ziemssen als Vereinigung eines Krankenhauses im gewöhnlichen Sinne mit einer ländlichen Erholungs- oder Reconvalescentenanstalt beschrieben. Der Gesamtkostenaufwand für den Bau betrug 1.642.021 Mark. Prinzregent Luitpold von Bayern besichtigte und lobte den Neubau am 15. November 1899. Am 22. November 1899 wurden die ersten Patienten mit Frühstadium der Tuberkulose (TBC) und leichten chronischen Erkrankungen aufgenommen. Das Sanatorium Harlaching wurde über München hinaus sehr lobend bewertet und bekam für die durchdachte bauliche Gestaltung, die gute Organisation und die medizinische Behandlung auf der Weltausstellung in Paris im Jahre 1900 einen großen Preis sowie ein Diplom auf der Weltausstellung in St. Louis. Ab 1903 wurden in Harlaching nur noch weibliche Patienten behandelt, die männlichen kamen ab 1903 in die Volksheilstätte Planegg. Durch die Eröffnung der Straßenbahnlinie 25 nach Grünwald im Jahr 1910 war das Sanatorium Harlaching auch mit öffentlichen Verkehrsmitteln erreichbar. Da zum 1. Januar 1914 die Gemeindekrankenkasse der Stadt München in die Allgemeine Ortskrankenkasse der Stadt München mit eigenen Heilstätten übernommen wurde, fielen die Einweisungen der dort versicherten Patienten weg.
Während des Ersten Weltkrieges wurden Patienten zur Entlastung aus den städtischen Kliniken nach Harlaching verlegt, um die dortigen Betten für verwundete Soldaten bereithalten zu können. 1931 wurde in Harlaching ein Operationsraum für kleine chirurgische Eingriffe eingerichtet und in den Jahren 1936 / 1937 erfolgt der Umbau zum Tuberkulosekrankenhaus mit Operationsbetrieb. Das mit 187 Betten zu diesem Zeitpunkt kleinste der bestehenden städtischen Krankenhäuser wurde nach erfolgtem Umbau der Krankenräume in ein-, zwei- und vierbettige Zimmer und Vergrößerung des Operationsraumes Ende Januar 1938 in Krankenhaus München-Harlaching umbenannt. 1944 wurden die wegen der Verlegung der Patienten ins Münchener Umland freigewordenen Betten für die Aufnahme der bei Fliegerangriffen zu erwartenden Verwundeten freigehalten. Das Krankenhaus München-Harlaching war das einzige Krankenhaus in München, das den Zweiten Weltkrieg ohne größere Zerstörung überstanden hat.
Aufgrund des Rückgangs der TBC-Erkrankungen und des Bettenmangels wurde nach 1957 die Verwendung und der Ausbau des Krankenhauses zu anderen Behandlungszwecken beschlossen, wobei der gut erhaltene Altbau in die Gesamtplanung integriert wurde. 1965 wurde der Neubau als seinerzeit modernstes Krankenhaus Deutschlands eröffnet. Seit November 1970 ist der ADAC-Rettungshubschraubers Christoph 1 hier stationiert. Das Klinikum Harlaching ist seit 1977 akademisches Lehrkrankenhaus der Ludwig-Maximilians-Universität München. Bis 1993 wurde das Klinikum als Regiebetrieb der Landeshauptstadt München geführt. Dann wurde es in einen Eigenbetrieb umgewandelt und ging 2005 im Städtischen Klinikum München auf. Mit der Umstellung des städtischen Klinikverbunds auf ein neues Erscheinungsbild am 16. Oktober 2018 änderte sich auch der Name des Klinikums Harlaching in München Klinik Harlaching.

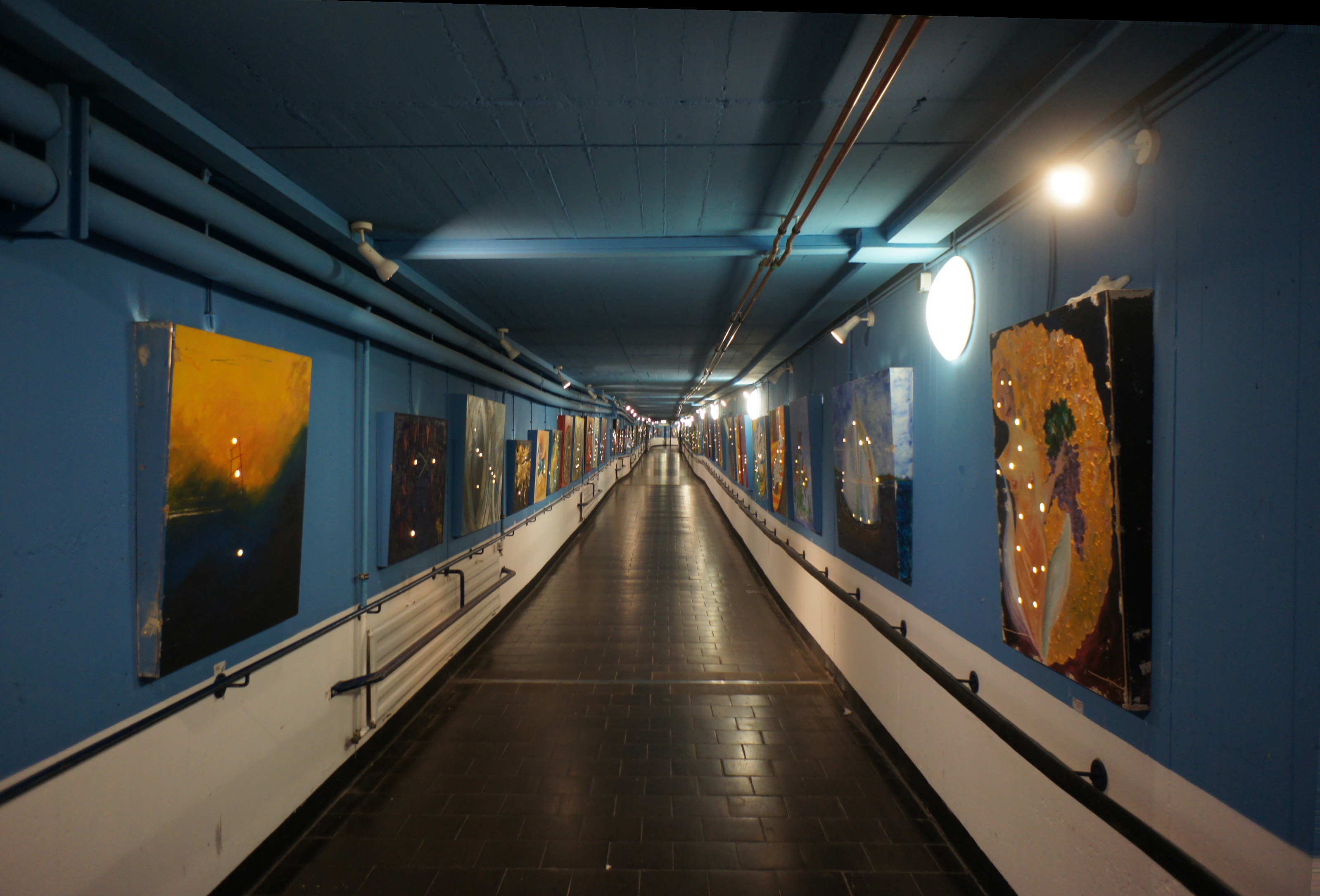
Blick in den Sternengang.

1996 entstand nach einer Idee des Münchner Kunsttherapeuten und Hundertwasserschülers Julius Paul Ehrhart der Sternengang. Dabei wurde ein bis dahin trister unterirdischer Versorgungsgang zwischen Alt- und Neubau zu einer Galerie umgestaltet, in der 88 im Lauf von 14 Monaten entstandene kunsttherapeutische Arbeiten aufgehängt wurden, zu denen jeweils ein Sternbild die Vorlage gab.
Auf den eigens angefertigten Bildträgern wurde die betreffende Konstellation mit Glaskugeln so integriert, dass sie von der Rückseite beleuchtet werden konnten. Die meist sich an den Namen oder den Mythos des betreffenden Sternbildes anlehnenden Arbeiten wurden mit verschiedenen Techniken und Materialien gefertigt: Sand, Kohle und Zeitungen kamen genauso zum Einsatz wie Blattgold, Ölfarbe und andere Malmaterialien.
Schirmherr des Projekts war der damalige Münchner Oberbürgermeister Christian Ude.
Nach der Neueinrichtung eines Laserzentrum und der zwischenzeitlichen Auslagerung der Bilder wurde der umgestaltete Gang 2001 neu eröffnet.
Die München Klinik Harlaching ist Vorreiter in der Schlaganfallmedizin, im Jahr 1989 wurde hier die erste Stroke Unit Bayerns und eine der ersten in Deutschland eröffnet. Mit dem Aufbau des telemedizinischen Netzwerks TEMPiS setzt sich die Klinik auch für eine bessere Schlaganfallversorgung im ländlichen Münchner Umland ein. Im Mai 2018 stellte die Klinik mit dem "Flying Intervention Team" ein weltweit einmaliges Pilotprojekt vor. Dabei fliegen die Ärzte aus Harlaching zu den Patienten ins Münchner Umland, statt die Patienten wie üblich in das große Zentrum zu verlegen. Im Rahmen der Testphase soll bewiesen werden, dass sich durch das neue Verfahren die Zeit von der Diagnose bis zur Behandlung in ländlichen Gebieten verringern lässt und Patienten mit schweren Schlaganfällen dadurch bessere Überlebenschancen haben.  Das Projekt wird durch die Krankenkassen und das Bayerische Staatsministerium für Gesundheit und Pflege gefördert und gemeinsam mit der ADAC Luftrettung und dem privaten Unternehmen HTM Helicopter Travel Munich durchgeführt. Wenn sich die Zeitersparnis in der Testphase wissenschaftlich nachweisen lässt, ist es das Ziel, dass die Krankenkassen das neue Konzept in die Regelversorgung bei Schlaganfall aufnehmen.
In der München Klinik Harlaching ist eine der drei städtischen Geburtskliniken angesiedelt. Zusammengerechnet kommen hier deutschlandweit die meisten Babys zur Welt, noch mehr als in der Berliner Charité – das ergab eine statistische Erhebung des Babynahrungsmittelherstellers "Milupa". Im Jahr 2018 kamen in der Geburtsklinik Harlaching insgesamt 2.337 Babys zur Welt, davon 65 Zwillinge und einmal Drillinge. Da wegen schließender Geburtsabteilungen auf dem Land auch immer mehr Frauen aus dem Umland in München entbinden, erweitert die München Klinik perspektivisch weiter die Geburtskapazitäten. Von aktuell 6.000 sollen diese auf 7.000 Geburten im Jahr erhöht werden, dazu soll im Harlachinger Neubau auch ein zusätzlicher Kreißsaal entstehen. Nach Plänen des Klinikums soll außerdem nach Fertigstellung des Neubaus die Geburtsabteilung in Neuperlach nach Harlaching umziehen, um vom dortigen Qualitätsstandard als Perinatalzentrum Level 1 mit Neonatologie (Früchenstation) zu profitieren.

## Daten
Das Klinikum bietet die höchste medizinische Versorgungsstufe und beschäftigt ca. 1.200 Mitarbeiter. Es verfügt über 759 Betten und 68 Tagesklinikplätze in 15 Kliniken, 1 Institut, 3 Notaufnahmen, 1 Apotheke, 5 Intensivstationen (Bettenzahlen pro Intensivstation:
12 Betten Internistische Intensivstation, 5 Betten Kardiologische IMC, 16 Betten Operative Intensivmedizin, 4 Betten Operative IMC, 8 Betten Neurologische Intensivstation, 13 Betten Stroke Unit, 20 Betten Pädiatrie / Neonatologie) und 11 OP-Säle. Im Jahr 2010 wurden hier ca. 32.000 vollstationäre, ca. 3.800 teilstationäre sowie ca. 44.700 ambulante Patienten behandelt, sowie ca. 2.000 Entbindungen durchgeführt.
Im Jahr 2015 wurden 31.360 vollstationäre, 3649 teilstationäre sowie 46334 ambulante Patienten behandelt.